# Веттінген (футбольний клуб)
«Веттінген» (нім. FC Wettingen) — швейцарський футбольний клуб з однойменного міста, заснований у 1931 році. Домашні матчі приймає на стадіоні «Альтенбург».

## Історія

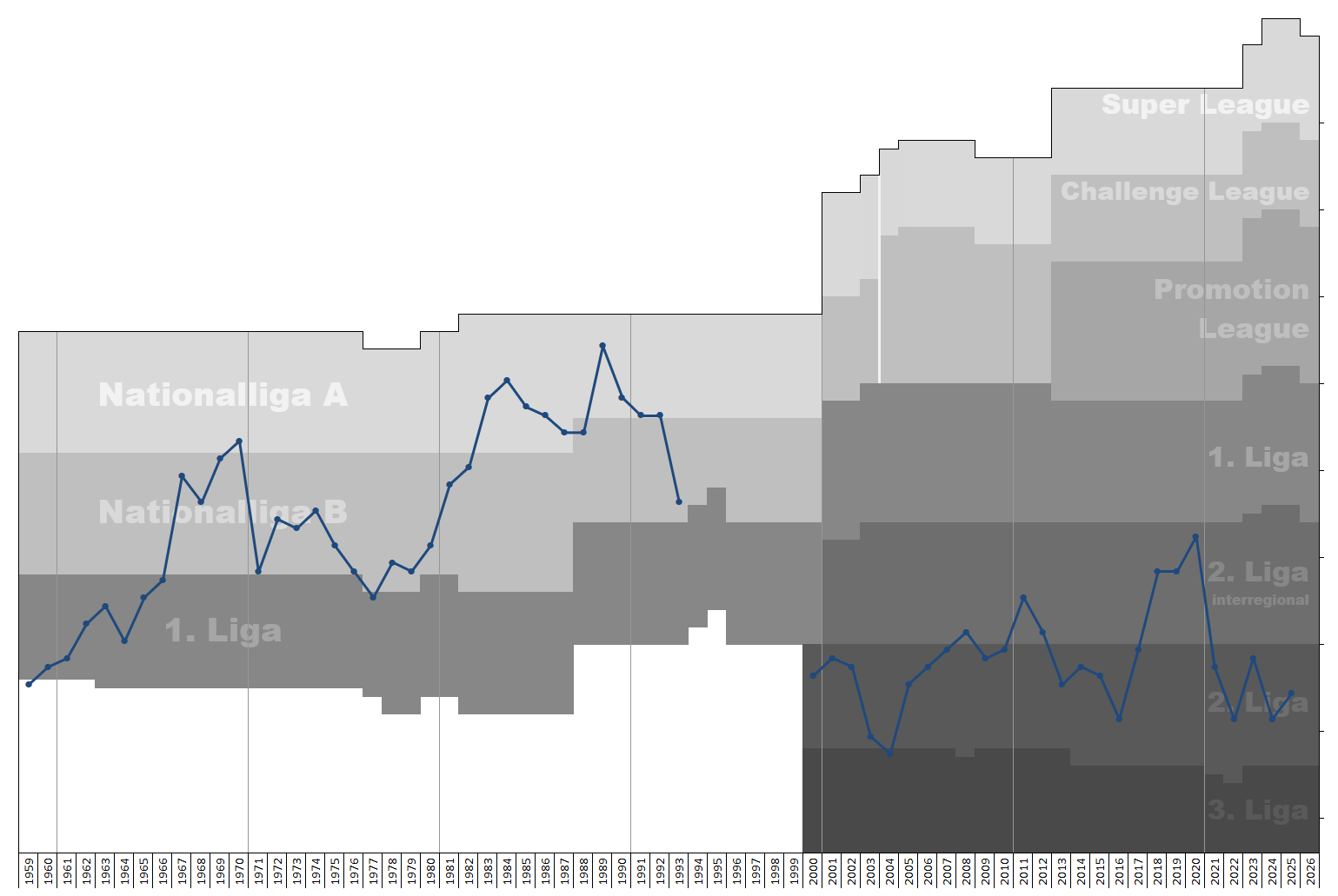
Статистика виступів клубу у чемпіонатах Швейцарії.

Клуб був заснований 1931 року і тривалий час виступав у нижчих швейцарських лігах. У вищому дивізіоні Швейцарії дебютував лише у сезоні 1969/70, але відразу вилетів, зайнявши передостаннє місце.
Вдруге у вищому дивізіоні команда опинилась у 1982 році і цього разу зуміла закріпитись в еліті, граючи там до 1987 року. Потім після одного року перерви «Веттінген» знову повернувся до Суперліги на сезон 1988/89. Цей сезон став найуспішнішим в історії клубу — «Веттінген» зайняв четверте місце і тим самим кваліфікувався на Кубок УЄФА 1989/90. Там вони у першому раунді легко пройшли ірландський «Дандолк» (3:0, 2:0), а у другому поступились грізному «Наполі», веденому самим Дієго Марадоною (0:0, 1:2).
У наступні роки команда виступала гірше і 1992 року остаточно покинула вищий дивізіон. Після сезону 1992/93 клуб був розпущений через фінансові проблеми та почав виступати на аматорському рівні під назвою «Веттінген 93» у дев'ятому за рівнем дивізіоні. У 2012 році клуб повернув свою історичну назву «Веттінген».